# Antoine Racine
Pour les articles homonymes, voir Racine.
Antoine Racine (né le 26 janvier 1822, à Saint-Ambroise-de-la-Jeune-Lorette, près de Québec, au Canada, mort le 17 juillet 1893 à Sherbrooke à l'âge de 71 ans), premier évêque de Sherbrooke et des Cantons de l'Est.

## Biographie
Son père, dont les ancêtres venaient de Normandie, était forgeron. Le premier de la lignée au Canada, Étienne Racine, était arrivé en Nouvelle-France vers le milieu du XVIIe siècle, et il avait épousé l'une des filles d'Abraham Martin, celui-là même qui a donné son nom aux historiques Plaines d'Abraham. Par sa mère, Marie Pépin, Antoine Racine était apparenté aux Bédard, et c'est chez son grand-oncle, Antoine Bédard, curé de Charlesbourg, qu'il commença ses études du latin.
En 1834, on trouve le jeune Racine, à 12 ans, au séminaire de Québec. Il eut là des condisciples dont les noms sont connus dans l'histoire du Québec, entre autres : Taschereau, Horan,  Langevin, le curé Auclair de Québec, l'aumônier Trudel de l'Hôtel-Dieu de Québec. Antoine, doué de beaux talents, eut des succès en classe. On a raconté que l'abbé Jean Holmes, l'un des premiers missionnaires des Cantons de l'Est, alors devenu professeur à Québec, se plaisait souvent à faire briller les qualités d'orateur de cet élève de choix.
Ordonné prêtre à 22 ans et 8 mois, le 12 septembre 1844, l'abbé Racine fut vicaire à La Malbaie (1844-1848), premier curé de Stanfold (1848-1851), curé de Saint-Joseph-de-Beauce (1851-1853) et curé, pendant vingt et un ans (1853-1874), de Saint-Jean-Baptiste, dans la ville de Québec. Le 1er septembre 1874, il était choisi premier évêque de Sherbrooke par le pape Pie IX. Il fut sacré le 18 octobre suivant, dans son église de Saint-Jean à Québec, par Elzéar-Alexandre Taschereau, le futur cardinal avec comme co-consécrateurs Charles La Rocque et Jean Langevin, tandis que Laflèche prêcha le sermon du sacre.
Deux jours plus tard, le 20 octobre, Racine arrivait à Sherbrooke et prenait possession de son diocèse. Il y est mort, après dix-neuf ans d'administration épiscopale, le 17 juillet 1893, non sans avoir appris l'anglais à 52 ans. Deux frères de Antoine Racine s'étaient, comme lui, fait prêtres : son aîné, l'abbé Michel Racine, né en 1815, mort en 1845, qui fut curé de Château-Richer, et son cadet, Dominique Racine, le premier évêque de Chicoutimi (1878-1888), né en 1828, mort en 1888.
À l'automne de 1891, il enseignait au collège canadien de Rome et avait alors 69 ans.
Selon des témoignages de l'époque, Racine avait été un grand évêque, un patriote ardent, un orateur vibrant. De 1874 à 1893, les catholiques du diocèse passèrent de 27 000 à 60 000 et les 25 chapelles des débuts firent place à 54 églises paroissiales. Dès 1875, il établit le Séminaire de Sherbrooke.
Il consolida les institutions existantes et en fonda beaucoup d'autres dans les principaux centres du territoire soumis à sa juridiction avec prudence. Au cours de son épiscopat, il prit sa part de responsabilité dans toutes les mesures qui concernaient la vie et le mouvement de l'Église au Canada et il fut activement mêlé à toutes les affaires importantes qui intéressaient l'avenir religieux et national de ses compatriotes.
L'aide qu'il apporta notamment au règlement des difficultés relatives à l'Université Laval entre Québec et Montréal fut considérable. Il compta au premier rang parmi les apôtres de la colonisation, dont il fut le champion dans sa région. Sa plume était vigoureuse comme sa parole, et il a un jour défendu avec bonheur les Canadiens des États-Unis devant les Congrégations romaines.
Homme de vertu éprouvée, régulier, pieux et sacerdotal avant tout, Racine était, jusqu'au fond de l'âme, dévoué à son clergé et à ses fidèles.
Accueillant et affable, il remplissait, dans les premières années de son épiscopat, l'office de portier et recevait personnellement ses hôtes, souvent, si c'était le soir, le bougeoir à la main. Pendant sept ans, il n'eut pas d'autre chambre à coucher que celle qu'aurait pu avoir un serviteur. Aussi les prêtres, ses prêtres comme il disait, lui parlaient-ils toujours à cœur ouvert, sans contrainte. De son côté, Monseigneur en agissait de même avec eux. La bonté tempérait chez lui ce que l'exercice de l'autorité a nécessairement toujours d'un peu sévère.
Il gouvernait hardiment, selon le mot de Bossuet, mais aussi avec douceur et mansuétude et ses relations avec les simples fidèles étaient constamment empreintes de cordialité et de bonne humeur.
Curé de Saint-Jean ou évêque de Sherbrooke, Racine a été, pendant quarante ans, l'orateur sacré des grandes circonstances. En juillet 1928, trente-cinq ans après sa disparition de ce monde, le curé Charles Roy, de Saint-Gérard, a publié un recueil de ses principaux discours, qui est encore très intéressant à parcourir, bien que cela soit devenu un peu froid.

## Hommages
En son hommage, le parc Racine est érigé en 1892 dans un coin de quartier de Sherbrooke qui commençait à faire grandir un voisinage ouvrier quasi exclusivement canadien français. C'est en 1891 que la British Land Company, qui possédait le terrain à des buts industriels le cède à la Ville, qui en fait un espace récréatif. C'est en 2000 que le parc porte le nom complet de l'homme honoré et devient le parc Antoine-Racine.
La rue Racine présente à Québec et, à l'origine, dans l'ancienne ville de Loretteville honore sa mémoire depuis 1935 ainsi que de ses deux frères.
La rue Philippe-Dorval portait, auparavant, le toponyme de rue Racine, en son honneur entre 1900 et 2006 dans la ville de Québec.